# Baie d'Ormoc
 (août 2021).
Si vous disposez d'ouvrages ou d'articles de référence ou si vous connaissez des sites web de qualité traitant du thème abordé ici, merci de compléter l'article en donnant les références utiles à sa vérifiabilité et en les liant à la section « Notes et références ».
La baie d'Ormoc est une grande baie de l'île de Leyte, dans les Philippines. La baie est une extension de la mer de Camotes. La ville du même nom est située au fond de la baie et exporte du riz, du coprah et du sucre. 
Pendant la Seconde Guerre mondiale, la baie a été le théâtre d'une bataille entre les forces américaines et japonaises. S'étant déroulée du 11 novembre à la mi-décembre, la confrontation consistait en une série d'escarmouches navales et de batailles aériennes quasi quotidiennes, décisif pour déterminer l'issue finale de la bataille du golfe de Leyte. 
La ville d'Ormoc a été en grande partie détruite pendant la bataille et la ville actuelle est construite sur ses ruines. 